# Clathria mutabilis
Clathria mutabilis är en svampdjursart som först beskrevs av Topsent 1897.  Clathria mutabilis ingår i släktet Clathria och familjen Microcionidae. Inga underarter finns listade i Catalogue of Life.